# Мульменко, Любовь Никитична
Любовь Никитична Мульменко (1 сентября 1985, Пермь) — российский драматург и сценарист, журналист, редактор.

## Биография
Окончила филологический факультет Пермского государственного университета по специальности «журналистика» (2008 год) и курсы арт-журналистики института «Pro Arte» в Санкт-Петербурге (2009 год).
В 2009 году дебютировала в театре с двумя документальными спектаклями «Так-то да» (Киров, Театр на Спасской, реж. Борис Павлович) и «Алконовеллы» (Москва, Театр.doc, реж. Лера Суркова).
С 2010 по 2014 годы участвовала в работе над театральными постановками Марата Гацалова, Юрия Муравицкого, Георга Жено, Дмитрия Филиппова; в воркшопах и лабораториях «Живому театру — живого автора», Royal Court, Young Women Playwrights Around the Baltic Sea, Women Playwrights International Conference, NEDRAMA; в фестивалях «Любимовка», «Текстура», «Большая перемена», «Пространство режиссуры».
С 2009 по 2011 год — заместитель главного редактора пермской интернет-газеты «Соль».
Была редактором журнала «Шпиль», заместителем главного редактора журнала «Компаньон Magazine», культурным обозревателем газеты «Новый компаньон». В 2012 года вела авторскую колонку на сайте «Lenta.ru».
В 2014 году две полнометражные картины по её сценариям были представлены на Роттердамском кинофестивале. Фильм «Комбинат „Надежда“» (режиссёр Наталия Мещанинова) участвовал в основном конкурсе, фильм «Еще один год» (реж. Оксана Бычкова) — в конкурсе «Spectrum» (и получил главный приз «Big Screen Award»). Ещё одна сценарная работа Мульменко, фильм «Как меня зовут» (реж. Нигина Сайфуллаева), был впервые показан на фестивале «Кинотавр» (2014) и получил специальное упоминание жюри с формулировкой «за лёгкое дыхание и целостность художественного решения». Эти три фильма были показаны на десятках российских и европейских фестивалей.
Принимала участие в написании диалогов для фильмов — призёров Каннского фестиваля — «Разжимая кулаки» и «Купе номер шесть».
В 2021 году Мульменко представила свой режиссерский дебют — картину «Дунай» — в основном конкурсе 32 Открытого российского кинофестиваля «Кинотавр».

## Премии
- 2014 — премия «Слово» за сценарий к фильму «Ещё один год»
- 2014 — номинация на премию «Ника» «Открытие года» за сценарий к фильму «Комбинат „Надежда“»
- 2019 — номинация на премию «Белый слон» в категории «Лучший сценарий» за фильм «Верность»[4]
- 2022 — премия «Белый слон» за лучший полнометражный игровой дебют (фильм «Дунай»)[5]

## Фильмография

### Сценарист
- 2013 — «Деффчонки» (сериал, 3 сезон, ТНТ)
- 2014 — «Комбинат „Надежда“» (режиссёр Наталья Мещанинова)
- 2014 — «Как меня зовут» («Штормовое предупреждение») (режиссёр Нигина Сайфуллаева)
- 2014 — «Ещё один год» («С любимыми не расставайтесь») (режиссёр Оксана Бычкова)
- 2015 — «Без свидетелей» (сериал, 2 сезон, Первый канал)
- 2015 — «Красные браслеты» (12 серий, режиссёры Оксана Бычкова, Наталья Мещанинова)
- 2016 — «Детки» (сериал, ТНТ, режиссёр Нигина Сайфуллаева)
- 2016 — «Взрослые люди» (режиссёр Оксана Бычкова)
- 2017 — «Про любовь. Только для взрослых»
- 2019 — «Верность» (режиссёр Нигина Сайфуллаева)
- 2021 — «Дунай»
- 2023 — «Фрау»[6]

Запланированный фильм — «Джонджоли» (режиссёр Оксана Бычкова).

### Режиссёр
- 2021 — «Дунай»
- 2023 — «Фрау»[7]

## Пьесы
- Ноль один (2009).
- Призыв (2010).
- Антисекс (2011).

## Избранные постановки
- 2010 — «Так-то да» («Дети аммиака», реж Б. Павлович). Театр на Спасской, Киров[8][9][10].
- 2011 — «Алконовеллы» (реж. В. Суркова). Театр.doc, Москва.[11]
- 2011 — «Горько!» (реж. М. Гацалов). Прокопьевский драматический театр, Москва.[12]
- 2012 — «Плывет» (реж. Д. Безносов). Чехов-центр, Южно-Сахалинск.[13]
- 2013 — «Папа» (реж. Ю. Муравицкий). Театр «18+», Ростов-на-Дону[14][15][16]
- 2014 — «360 градусов» (реж. Д. Филиппов). Центр им. Мейерхольда, Москва

## Книги
- Любовь Мульменко. Весёлые истории о панике. — Рипол Классик. — 320 с. — (Редактор Качалкина. FRESH). — ISBN 978-5-386-09273-3.

## Общественная позиция
В феврале 2022 года подписал открытое письмо КиноСоюза против военного вторжения России на Украину .